# Crâne (anatomie humaine)
Pour des articles plus généraux, voir Crâne et Squelette humain.
Chez l'être humain, le crâne est la partie supérieure du squelette. Il est essentiellement destiné à protéger l'encéphale. Il repose sur le rachis cervical par l'intermédiaire de l'atlas (vertèbre C1), et maintien en antérieur le massif facial.
L'ensemble composé par la tête et le crâne représente environ un huitième de la masse du corps. Le crâne a également d'autre fonctions : cavités de résonance pour le chant et la voix et cavité de thermorégulation. Cet ensemble d'os a évolué au cours des derniers millions d'années.
Les mouvements du crâne sont ceux de la tête et sont dus aux vertèbres cervicales qui permettent :
- la rotation antérograde et rétrograde sur le couple atlas/axis ;
- les flexions antérieure, postérieure et latérales droite et gauche.

## Description
Le crâne est composé du neurocrâne qui forme la cavité crânienne et du splanchnocrâne qui forme le massif facial.

### Neurocrâne
Le neurocrâne protège l'encéphale et comprend deux parties :
- La voute crânienne ou calvaria,
- la base du crâne.

#### La voûte (oucalvaria)
La voûte, ou calvaria, est formée de plaques osseuses, soudées entre elles par des sutures interdigitées extrêmement solides. À la naissance, les os du calvarium sont séparés par des fontanelles, qui permettent la croissance de la boîte crânienne.
Comme le cerveau, schématiquement, la voûte comprend quatre parties ou pôles : 
- frontal ou plutôt fronto-orbitaire, à l'avant (formée des os frontal, ethmoïde, sphénoïde et percé de cavités pneumatiques creuses : les sinus) ;
- pariétal droit et gauche, latéralement (os pariétal et temporal) formant les tempes, zones les plus fragiles de cette boîte ;
- occipital à l'arrière (os occipital).

#### Le plancher (ou base du crâne)
Il est formé de trois fosses crâniennes :
- la fosse crânienne antérieure, composée de la partie orbito-nasale de l'os frontal, de la lame criblée de l'ethmoïde et des petites ailes du sphénoïde ;
- la fosse crânienne moyenne, composée des grandes ailes et de la partie supérieure du corps du sphénoïde, ainsi que des parties pétreuse et tympanique et de la région infra-zygomatique de la partie squameuse de l'os temporal ;
- la fosse crânienne postérieure, composée de la partie postérieure du dos de la selle turcique du sphénoïde, de la face postéro-supérieure de la portion pétreuse de l'os temporal et de l'os occipital.

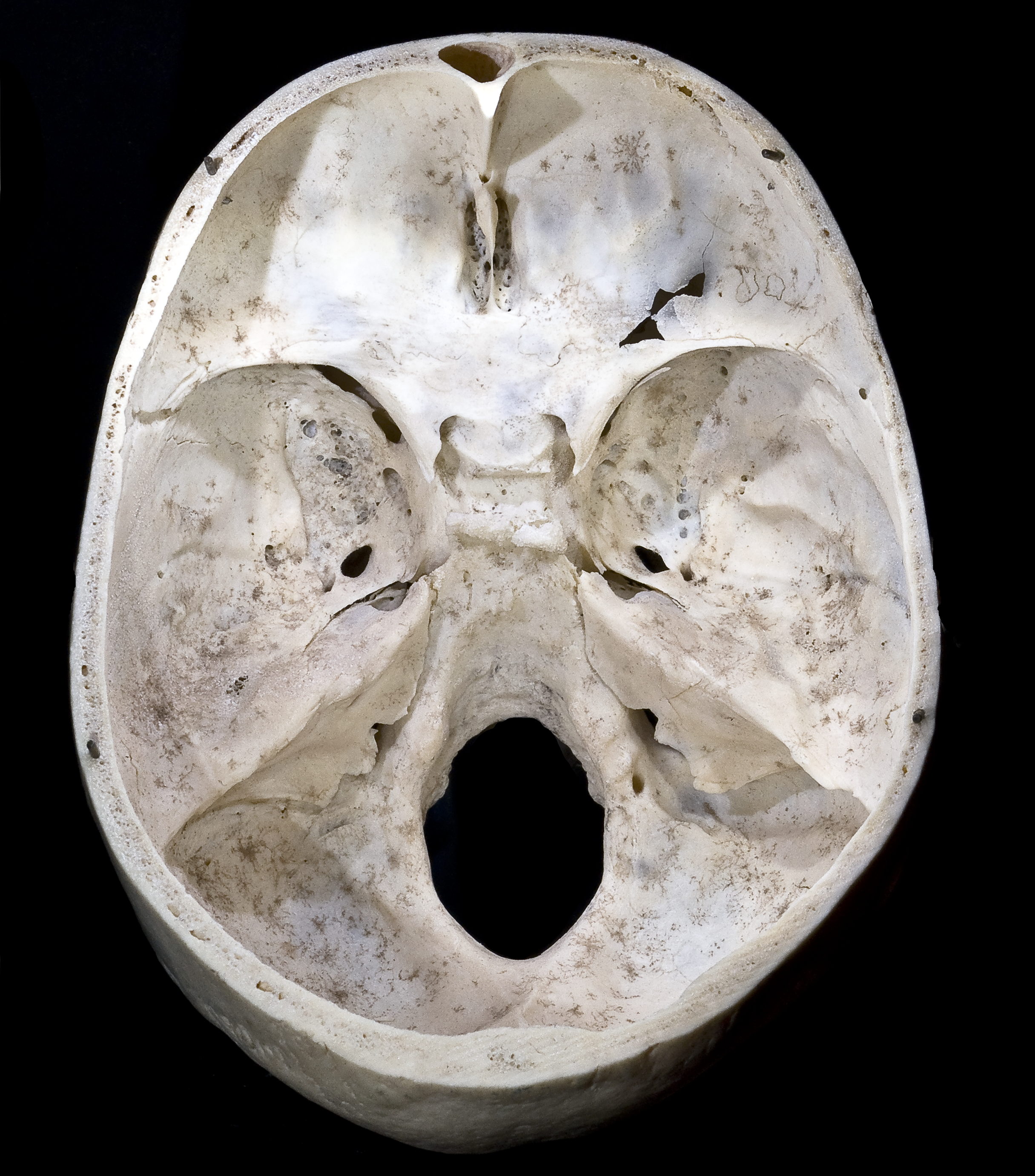
Vue endocrânienne du plancher d'un crâne

Le plancher est donc limité par l'os occipital en arrière et la partie supra-orbitaire de l'os frontal en avant. Il est percé de trous laissant passer les différents éléments innervant ou permettant la circulation sanguine à l’intérieur du crâne. On retrouve selon un axe antéro-postérieur :
- la lame criblée de l'ethmoïde, qui laisse passer le Ier nerf crânien ;
- le canal optique, entre les deux racines de la petite aile, qui laisse passer le nerf optique (II) et l'artère ophtalmique ;
- la fissure orbitaire supérieure, entre la petite et la grande aile du sphénoïde, qui laisse passer les nerfs oculomoteurs (III), trochléaires (IV), abducens (VI) et ophtalmiques (V1), ainsi que les veines ophtalmiques ;
- le foramen rond du sphénoïde, qui laisse passer le nerf maxillaire (V2) ;
- le foramen ovale du sphénoïde, qui laisse passer le nerf mandibulaire (V3) ;
- le foramen épineux du sphénoïde, qui laisse passer l'artère méningée moyenne ;
- le méat acoustique interne, qui laisse passer les nerf facial (VII), intermédiaire (VIIbis) et cochléo-vestibulaire (VIII) ainsi que l'artère labyrinthique (vascularisation de l'oreille) ;
- le canal du nerf hypoglosse, qui laisse passer le nerf hypoglosse (XII) ;
- le foramen jugulaire, qui laisse passer les nerfs glosso-pharyngien (IX), vague (X) et accessoire (XI) ainsi que la veine jugulaire interne ;
- le foramen magnum, ou trou occipital, le plus gros, en continuité avec la colonne vertébrale, par lequel passe la moelle allongée et les deux artères vertébrales.

### Le massif facial

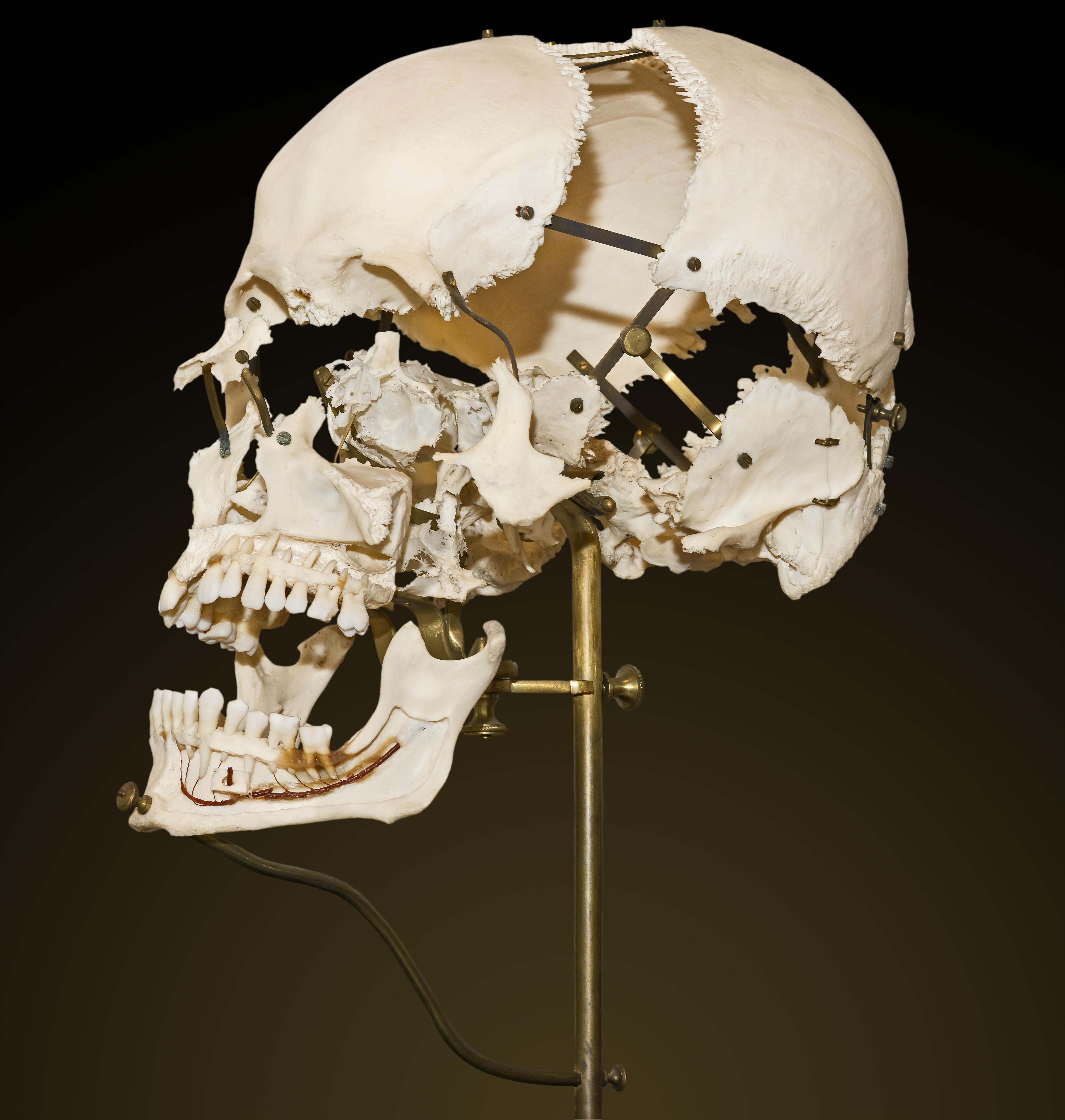
Crâne « à la Beauchêne » présentant les sutures osseuses et les os séparés. Utilisé pour l'enseignement médical, XIXe siècle, Muséum de Toulouse

Le massif facial est formé de quatorze os :
- la plupart sont pairs :
  - os lacrymaux,
  - os zygomatiques,
  - os nasaux,
  - os maxillaires,
  - cornets nasaux inférieurs,
  - os palatins,
- et d'autres sont uniques :
  - vomer,
  - mandibule.

## Rôle des os du crâne

### Os structuraux
|             |  |  |
| Vue de face |  |  |

|             |  |  |
| Vue de côté |  |  |

On compte 7 os structuraux. Premièrement, des os larges, plats ou convexes :
- 1 os frontal, en avant du crâne, formant le front et la voûte orbitaire ;
- 1 os occipital, formant l'arrière et la base du crâne, joignant le crâne à la colonne vertébrale ;
- 2 os pariétaux, formant la calotte crânienne et les parties latérales hautes du crâne, et situés en arrière de l'os frontal ;
- 2 os temporaux, situés sous les os pariétaux ; les temporaux sont les os les plus fragiles du crâne car les plus minces.

Deuxièmement :
- 1 os sphénoïde, médian, qui participe à la base du crâne et aux cavités orbitaires et nasales ;
- 1 os ethmoïde, entre les orbites, qui participe à la fosse crânienne antérieure par sa lame criblée et le processus crista gali, ces deux structures s'encastrent dans l'incisure ethmoïdale de l'os frontal ;
- 2 os maxillaires, qui forment la mâchoire supérieure.

Ces trois derniers associés à l'os frontal contiennent les sinus, des espaces creux remplis d'air (« espaces pneumatiques »).

### Os fonctionnels
On compte comme os fonctionnels, ou « petits os » :
- 2 os lacrymaux, à l'intérieur des orbites ;
- le vomer, plat, formant la partie postéro-inférieure de la cavité nasale ;
- 2 os palatins, formant la voûte du palais osseux ;
- 2 os zygomatiques, en extérieur et sous les orbites, formant les pommettes ;
- 3 os ou osselets de l'oreille moyenne, qui permettent l'audition, en double car un pour chaque oreille :
  - le marteau ;
  - l'enclume ;
  - l'étrier.
- les os surnuméraires, ou wormiens, nommés d'après Ole Worm (1588-1654).

## Pathologies

### Pathologies osseuses
Ce sont les maladies ou déformations du crâne osseux et/ou du périoste.

#### Traumatiques[1],[2]

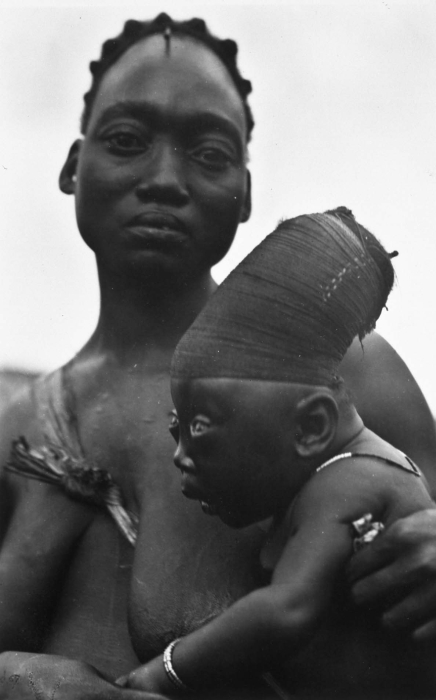
Dolichocéphalie : avoir un crâne allongé était l'un des idéaux de beauté féminine des Mangbetu. Cette formation du crâne était obtenue en enveloppant fermement la tête des bébés dès leur naissance.

Certaines déformations sont normales durant la période péri-natale, et se résorbent souvent en quelques jours. Elles sont souvent liées à la position du fœtus in-utero, ou à la présentation.
- Dolichocéphalie : aspect du crâne en « pain de sucre », le pronostic est en général bon
- Saillie occipitale et aplatissement du crâne : fréquent lors d'accouchement par le siège (le fœtus présente ses pieds lors de l'expulsion)

D'autres sont liées à la manipulation d'outils par l'obstétricien (forceps, ventouse obstétricale, etc.) mais également à la présence d'éléments osseux chez la mère et peuvent être graves :
- Enfoncement du crâne
- « Embarrure » : le crâne est enfoncé et fracturé, c'est une urgence neurochirurgicale[3]

Néanmoins, pour des raisons évidentes la plupart des traumatismes crâniens surviennent après la naissance chez des individus à risque : 
1. Les enfants de moins de 5 ans
2. Les adolescents (15-24 ans)
3. Les personnes âgées (>75 ans)

#### Non traumatiques
- craniosynostose ;
- maladie de Paget ;
- plagiocéphalie ;
- hypertélorisme ;
- thalassémie.

### Pathologies d'origine endocrânienne
Ce sont celles qui ont pour origine des pathologies du cerveau ou des méninges :
- Hydrocéphalie
- Gigantisme cérébral

### Déformations volontaires

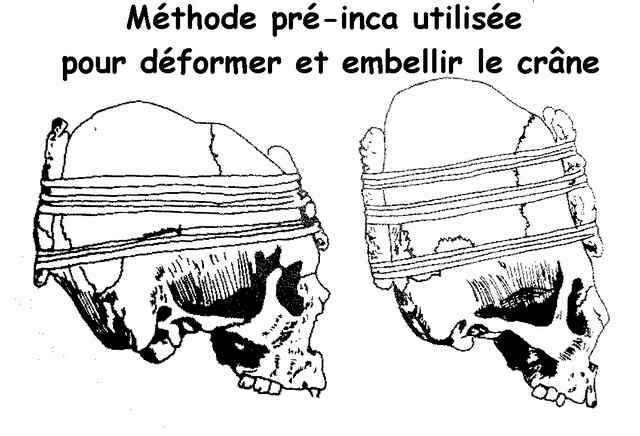
Déformation volontaire du crâne

Les déformations volontaires du crâne sont des malformations induites par certaines cultures pour des raisons sociales ou esthétiques :
- déformation burgonde ;
- déformation inca ;
- déformation toulousaine[4].

## Le crâne vu par différentes disciplines

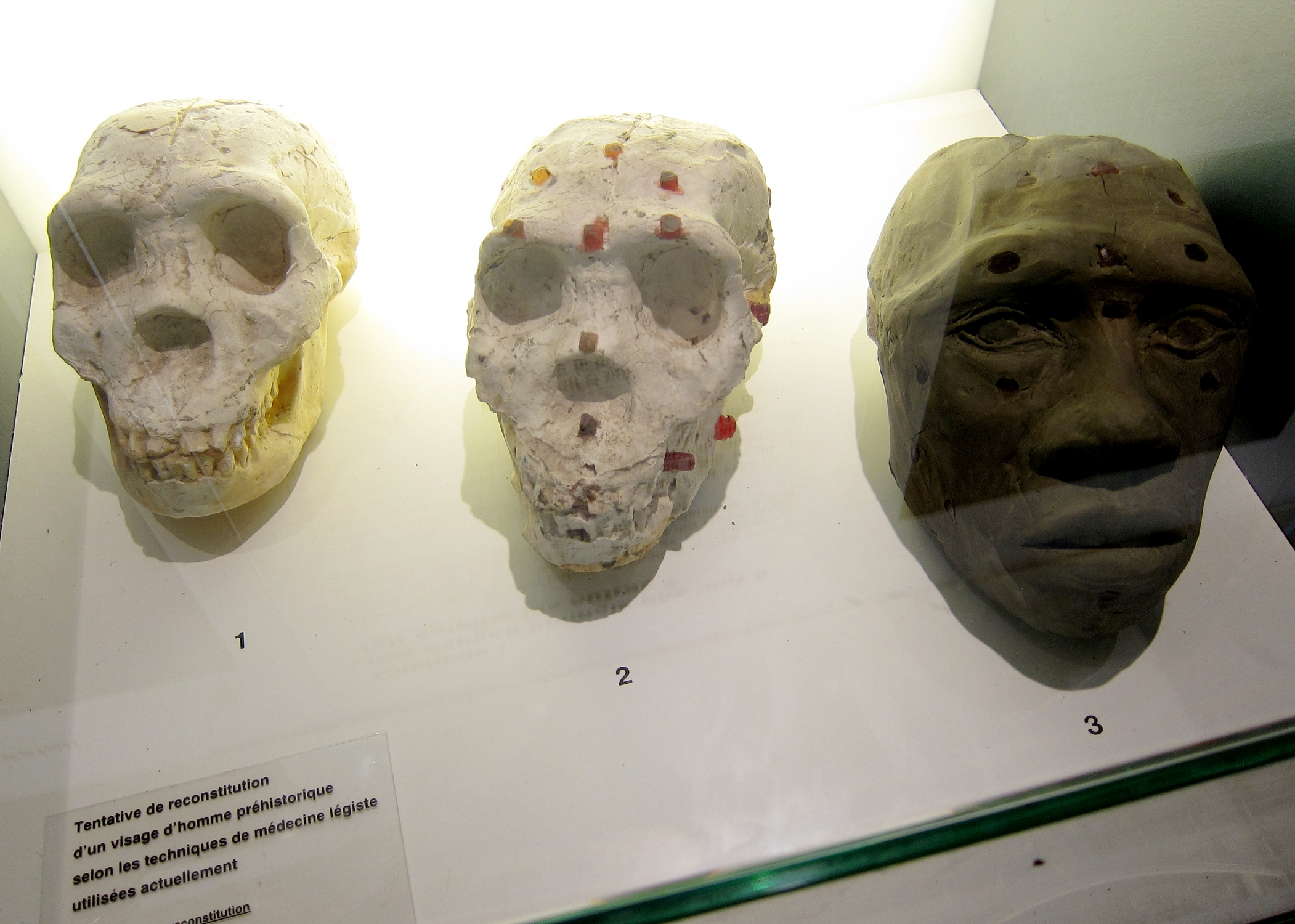
Reconstitution d'un visage d'homme préhistorique à partir d'un crâne au muséum d'histoire naturelle de Lille.

### Anthropologie
L'étude des crânes (chargée de science mais aussi de légendes) forme une partie importante de cette discipline.

### Paléoanthropologie (Préhistoire)
Le crâne abrite les structures nobles et son étude est prépondérante dans la connaissance du vivant, encore plus dans l’étude des hominidés. L’assemblage de ses structures osseuses très complexes étant relativement robuste il n’est pas rare de retrouver des crânes entiers ou des fragments utiles pour l’étude.
Le processus de fossilisation étant complexe au-delà de 100 000 ans l’os n’existe plus et est remplacé par une structure minérale qui peut être datée.

### Ostéopathie
Certains ostéopathes affirment que des techniques crâniennes permettent de mobiliser les os du crâne et de lever leurs restrictions de mobilité.
La mobilité des os du crâne que les ostéopathes affirment percevoir pourrait en fait être une illusion proprioceptive due à l'effet idéomoteur.
L'affirmation de l'existence d'une mobilité des os du crâne et de la face entre eux n'est pas étayée par des preuves scientifiques. Il existe un consensus sur l'absence de preuves (méthodologiquement valables) favorables à une efficacité spécifique de l’ostéopathie crânienne.

### Phrénologie

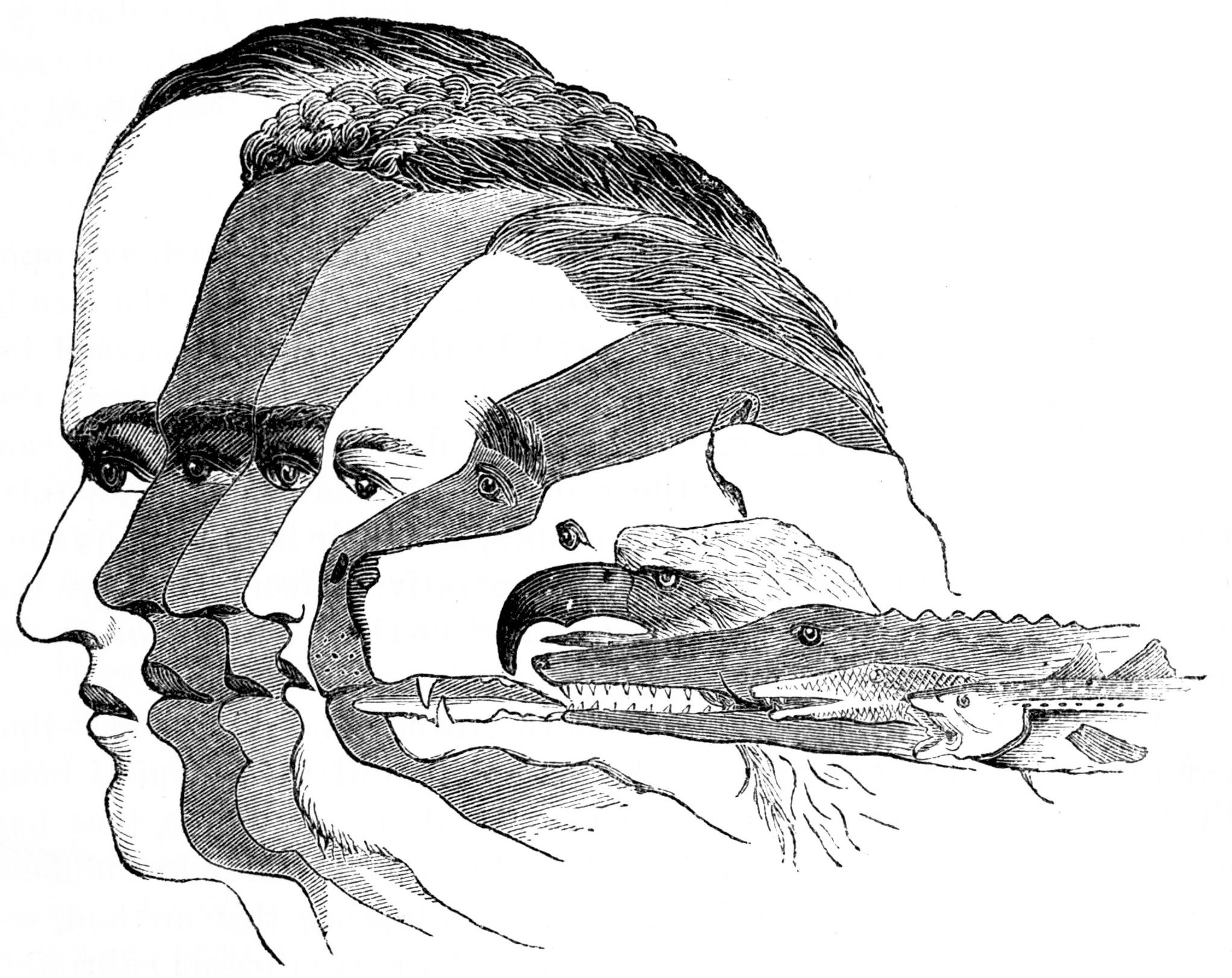
Illustration d'une revue populaire de vulgarisation scientifique en 1874.

Du grec phrenos (« diaphragme », relatif au diaphragme ou à l'esprit), la phrénologie est la discipline pseudo-scientifique qui étudiait la forme des crânes et spécialement leurs « bosses » pour définir les caractères psychologiques de ce dernier. Elle reposait sur la croyance erronée que la conformation du crâne pourrait être corrélée à la physiologie du cerveau et sur les fonctions intellectuelles de l'homme. Inventée par François Joseph Gall, elle connut son heure de gloire au XIXe siècle. Il n'en reste de nos jours que l'expression « la bosse des maths ».

### Secourisme
La prise en charge de victimes susceptibles de présenter un traumatisme du crâne nécessite de réaliser et transmettre un bilan spécifique détaillé. Celui-ci se révélera important pour la prise en charge médicale de la victime et le diagnostic de ses lésions (texte copié) violation du droit d'auteur.

### Chakralogie
Selon certaines croyances, le crâne, siège de la pensée, et donc du commandement suprême, serait le chef des quatre centres, par lesquels les chakras schématiseraient une représentation macrocosmique de l'Homme ; les trois autres centres étant situés à la base du sternum, au nombril et au sexe. 
Il en est de même chez l'ethnie africaine des Bambaras.

### Littérature
« Mais arracher des enfants à leur activité normale, qui est celle de l'agitation inutile et joyeuse, pour les enfermer entre quatre murs où pendant des années on leur empile dans le crâne des notions abstraites, c'est la torture la plus masochiste que l'homme ait inventée contre lui-même. »

— René Barjavel, La Charrette bleue, Denoël, p. 145

### Peinture et symbolique

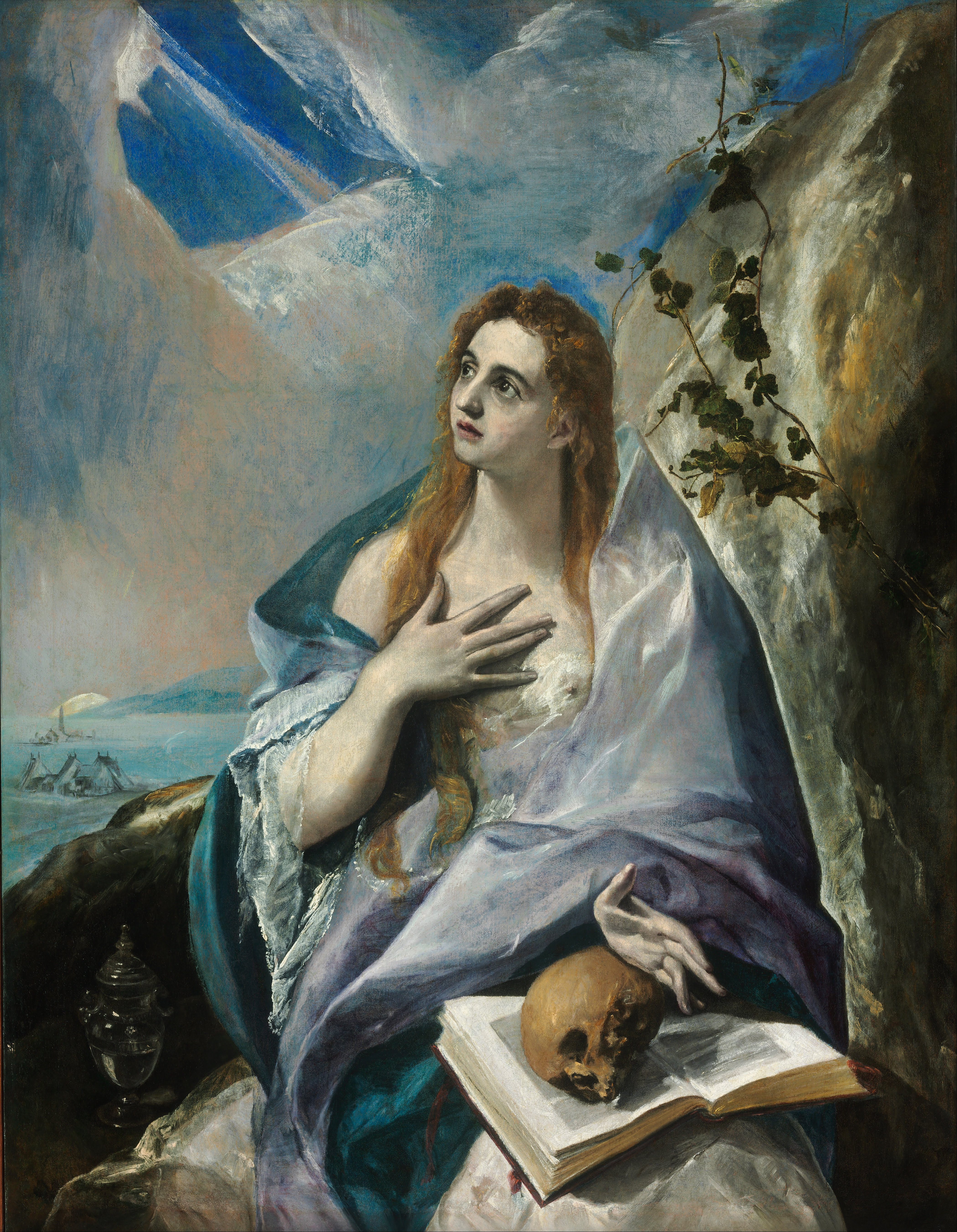
Le Greco, Marie-Madeleine pénitente.

Présent dans certaines natures mortes, notamment les vanités, le crâne symbolise le temps destructeur et la vanité de tout attachement humain aux choses périssables. Il peut être également l'attribut de la mélancolie ou connoter la repentance, la méditation et la préparation à la mort (Memento mori). Il est l'attribut de Marie de Magdala dans les représentations de Marie-Madeleine pénitente.
Mais le crâne figure aussi au pied de Jésus mort sur sa croix (sur le Mont du Crâne, le Golgotha) en référence au péché qu'il aurait racheté suivant la tradition chrétienne, celui d'Adam, et dont ce serait le crâne.
L'un des exemples les plus commentés de memento mori, figure dans le tableau d'Holbein, les Ambassadeurs, dont une forme allongée barre le tableau et qui s'avère être, quand on observe l'œuvre à un certain angle, l'anamorphose d'un crâne.
La tête de mort assortie de deux tibias croisés est l'emblème de la piraterie. C'est également l'icône qui sert d'avertissement pour représenter un danger, par exemple un produit toxique.

## Galerie

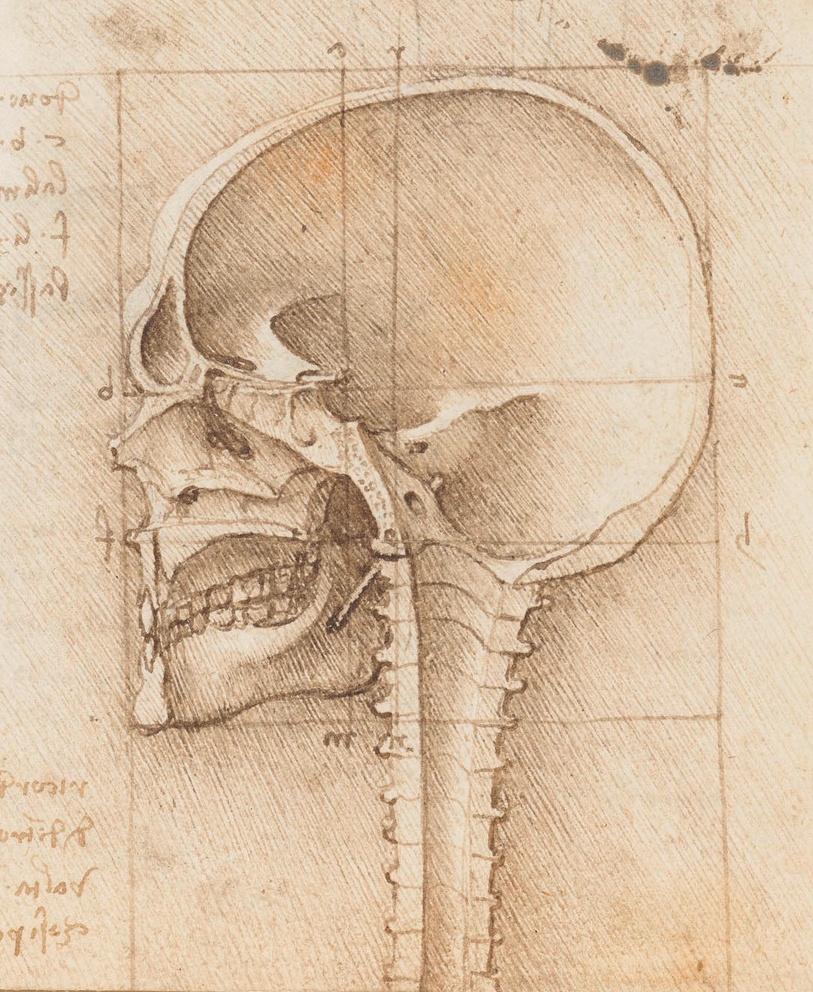
par Léonard de Vinci.
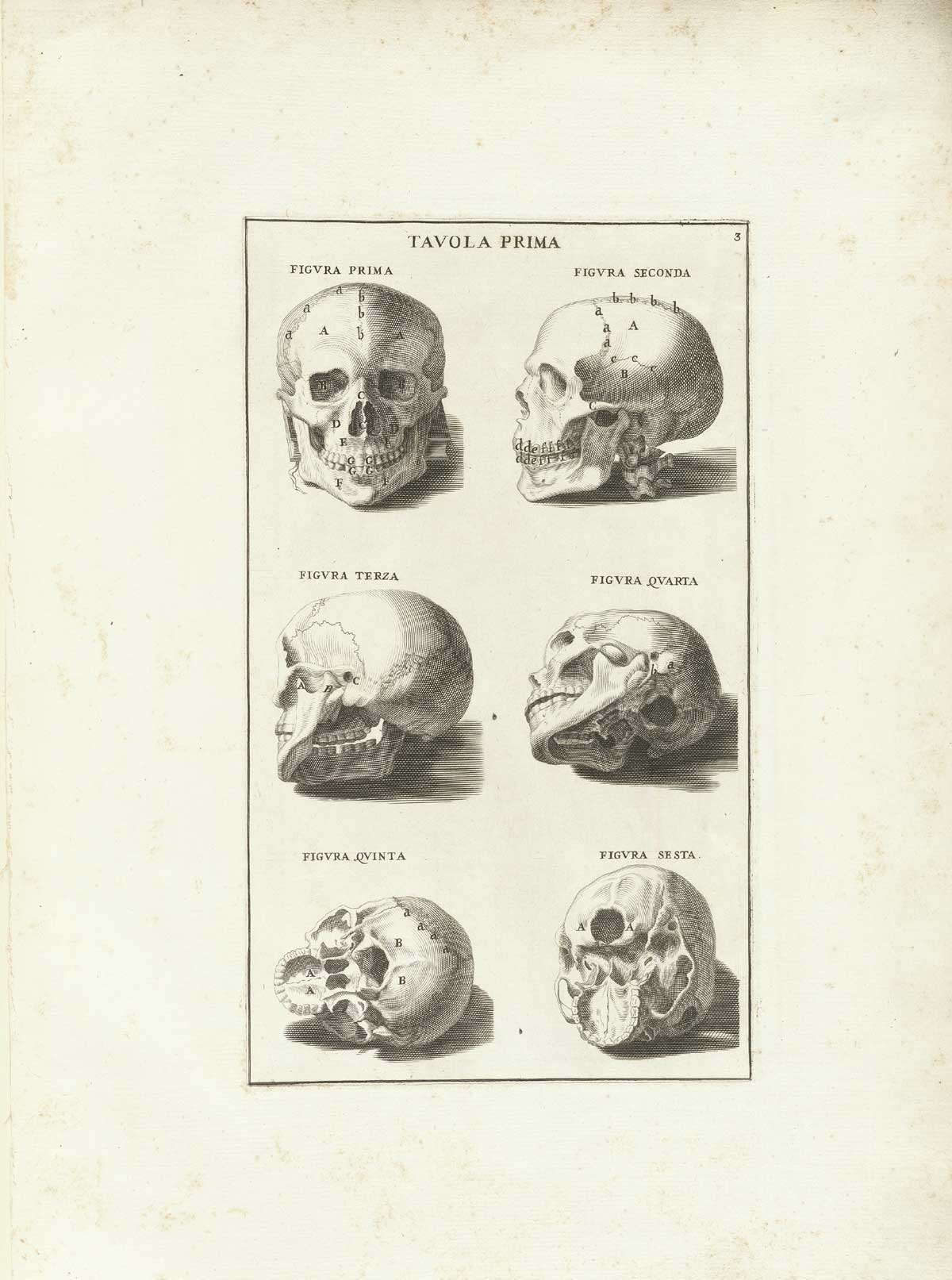
Planche tirée de l’Anatomia per uso et intelligenza del disegno ricercata non solo su l'ossi, e muscoli del corpo humano de Bernardino Genga, 1673.